# Dawson Walker
Dawson Walker (Dundee, 14 de março de 1917 — 17 de agosto de 1973) foi um futebolista e treinador de futebol escocês.

## Carreira
Dawson Walker comandou o elenco da Seleção Escocesa de Futebol, na Copa do Mundo de 1958, ele era interino mas comandou devido o treinador oficial Matt Busby, estava afastado pelo Desastre aéreo de Munique de 1958.